# Куп пет нација 1985.
Куп пет нација 1985. (службени назив: 1985 Five Nations Championship) је било 91. издање овог најелитнијег репрезентативног рагби такмичења Старог континента. а 56. издање Купа пет нација.
Трофеј је освојила Ирска.

## Учесници
Напомена:
Северна Ирска и Република Ирска наступају заједно.
|   | Селекција                      | Стадион                             | Селектор    |
| - | ------------------------------ | ----------------------------------- | ----------- |
| 1 | Рагби репрезентација Француске | Парк принчева, Париз (48 718)       | Жак Фури    |
| 2 | Рагби репрезентација Енглеске  | Стадион Твикенам, Лондон (82 000)   | Дик Гринвуд |
| 3 | Рагби репрезентација Шкотске   | Стадион Марифилд, Единбург (67 144) | Дерик Грант |
| 4 | Рагби репрезентација Велса     | Кардиф армс парк, Кардиф (65 000)   | Џон Беван   |
| 5 | Рагби репрезентација Ирске     | Ленсдаун роуд, Даблин (48 000)      | Мајк Дојл   |

## Такмичење
Енглеска - Француска 9-9
Шкотска - Ирска 15-18
Француска - Шкотска 11-3
Шкотска - Велс 21-25
Ирска - Француска 15-15
Енглеска - Шкотска 10-7
Велс - Ирска 9-21
Ирска - Енглеска 13-10
Француска - Велс 14-3
Велс - Енглеска 24-15

## Табела
|   | Селекција                      | ИГ | Д | Н | И | ПД | ПП | ПР  | Б |  |
| - | ------------------------------ | -- | - | - | - | -- | -- | --- | - |  |
| 1 | Рагби репрезентација Ирске     | 4  | 3 | 1 | 0 | 67 | 49 | +18 | 7 |  |
| 2 | Рагби репрезентација Француске | 4  | 2 | 2 | 0 | 49 | 30 | +19 | 6 |  |
| 3 | Рагби репрезентација Велса     | 4  | 2 | 0 | 2 | 61 | 71 | -10 | 4 |  |
| 4 | Рагби репрезентација Енглеске  | 4  | 1 | 1 | 2 | 44 | 53 | -9  | 3 |  |
| 5 | Рагби репрезентација Шкотске   | 4  | 0 | 0 | 4 | 46 | 64 | -18 | 0 |  |

## Индивидуална стастика
Највише поена
- Мајкл Киернан 42, Ирска

Највише есеја
- Тревор Рингланд 3, Ирска